# ساندرا پرینسلو
ساندرا پرینسلو (متولد ۱۵ سپتامبر ۱۹۴۷)، که به نام ساندرا پرینزلو نیز شناخته می‌شود، یک بازیگر اهل آفریقای جنوبی است که بیشتر به خاطر نقش کیت تامپسون در فیلم خدایان باید دیوانه شوند (۱۹۸۰) شناخته شده است. پرینسلو همچنین در بسیاری از تولیدات تلویزیون، فیلم، و تئاتر در آفریقای جنوبی ظاهر شده است.

## زندگی و حرفه اولیه
پرینسلو گفته است که هرگز انتظار نداشت بازیگر شود.
«من از سنین بسیار پایین یک بالرین بودم و یادم می‌آید که گاهی در تئاتر بریتنباخ در پرتوریا وقتی در دبیرستان بودم، مسئول استقبال بودم. آن اولین باری بود که با بازیگری حرفه‌ای در صحنه آشنا شدم، اما هرگز فکر نمی‌کردم بازیگر شوم . . . . فکر می‌کنم در آن روزها بیش از حد خجالتی بودم که اصلاً فکر کنم می‌توانم بازیگر شوم؛ بنابراین انگار این شور و اشتیاق بزرگ برای بازیگر شدن نداشتم، نه اصلاً. به نوعی زندگی دانشگاهی را ترجیح می‌دادم. وقتی به دانشگاه رفتم، فکر می‌کردم قرار است همین کار را بکنم».
پرینسلو از دبیرستان آفریکانس هوئر میسیسکول فارغ‌التحصیل شد و سپس مدرک کارشناسی افتخاری خود را در رشته درام از دانشگاه پرتوریا دریافت کرد. به زودی پس از آن، او عضو شرکت بازیگری شورای هنرهای نمایشی ترانسوال شد. «یک شب ما در حال اجرا بودیم و انگار یک اتفاق کاملاً جادویی رخ داد. انگار یک تور طلایی پایین آمد. همه چیز در آن شب جادویی بود و همه اعضای گروه حس می‌کردند … این چیزی مسحورکننده بود که در تبادل انرژی بین تماشاگران و بازیگران رخ می‌دهد».

## حرفه فیلم
علاوه بر نقش معروفش در خدایان دیوانه می‌شوند، پرینسلو نقش‌های مهمی در هدف یک قاتل (۱۹۷۹)، جستجو برای عشق (۱۹۸۸)، شاهزاده پرتوریا (۱۹۹۲)، سووتو سبز (۱۹۹۵)، 'یک پاو پاو برای دلبندم (۲۰۱۵)، دو درجه از قتل (۲۰۱۶) داشته است.

## حرفه تلویزیون
پرینسلو در بازیگران اصلی اگولی: سرزمین طلا، اولین سریال آفریقای جنوبی، حضور داشت. برای سال‌های زیادی، او برنامه گفتگو محور خود را به نام رااکپرات با ساندرا در تلویزیون آفریقای جنوبی میزبانی کرد. او همچنین مجموعه‌ای از مصاحبه‌ها با شخصیت‌ها و مشاهیر را برای تلویزیون آفریقای جنوبی به نام ساندرا در یک حرکت انجام داده است.
پرینسلو در طول حرفه خود در تعداد زیادی از سریال‌های تلویزیونی و فیلم‌های آفریقای جنوبی بازی کرده است، از جمله ارفسوندس (۲۰۱۲)؛ هارتلند (۲۰۱۱)؛ خدایان شناخته‌شده (۲۰۰۵)؛ قدیسین، گناهکاران و مهاجران (۱۹۹۹)؛ و پادشاهان (۱۹۹۱) و غیره.

## حرفه تئاتر
پرینسلو در بیش از ۱۰۰ تولید مختلف اجرا کرده است و اغلب نقش‌های اصلی را در آثار دراماتورگ‌های آفریقای جنوبی و بین‌المللی بازی کرده است.
در سال ۱۹۸۵، پرینسلو و هم‌بازی‌اش جان کانی باعث واکنش‌های منفی در یک مخاطب آفریقای جنوبی شدند که هنگام اجرای نمایش خانم جولی نوشته آگوست استریندبرگ بود. در نقش اصلی، پرینسلو نقش یک زن سفیدپوست را بازی کرد که یک مرد سیاه‌پوست را اغوا می‌کند. این نمایش اولین باری بود که در رژیم آپارتاید یک مرد سیاه‌پوست در صحنه زنده یک زن سفیدپوست را می‌بوسید.
تهیه‌کننده نمایش، بابی هینی، اظهار داشت که واکنش‌ها بخشی از یک کمپین برنامه‌ریزی‌شده توسط سفیدپوستان محافظه‌کار بوده است. هر دو کانی و پرینسلو پس از هر اجرای خانم جولی باید به پارکینگ اسکورت می‌شدند زیرا ترس از حمله بازیگران توسط «راست‌گرایان خشمگین» وجود داشت. گفته می‌شود پرینسلو نامه‌های نفرت‌آمیز مستهجن دریافت کرده و هر دو تهدید به مرگ شدند.
در مصاحبه‌ای در سال ۲۰۱۴ برای پروژه ۲۱ نماد، مجموعه‌ای از فیلم‌های کوتاه دربارهٔ آفریقای جنوبی‌هایی که «دنیا را شکل داده‌اند»، پرینسلو اظهار داشت که «فکر می‌کردم [این نمایش] باعث همهمه خواهد شد، اما فکر نمی‌کردم باعث یک انقلاب کوچک شود. مردم خیلی کوتاه‌نگر بودند و فکر می‌کنم وقتی بازیگر هستید، در نوعی بهشت احمقانه زندگی می‌کنید».
بازیگران این نمایش بعداً در جشنواره ادینبورگ نیز اجرا کردند. در سال ۱۹۸۶، هینی یک فیلم تلویزیونی از این نمایش را برای تلویزیون سوئدی و فنلاندی کارگردانی کرد که در آن پرینسلو و کانی بازی کردند.
پرینسلو در سال ۲۰۱۲ با نمایش چرخ خیاطی، ترجمه انگلیسی زبان از نمایشنامه آفریکانس «چرخ خیاطی» به جشنواره ادینبورگ بازگشت. در دهه ۲۰۰۰، پرینسلو در صحنه آفریقای جنوبی در تولیدات اسکار و عمه صورتی، جانمان، شب، مادر و عشق، آنا ظاهر شد.
در اکتبر ۲۰۱۵، پرینسلو نقش روزنامه‌نگار آفریقای جنوبی، جانی آلن را در نمایش جانی در جشنواره آردکلپ بازی کرد.